# Diamanda Galás
 (décembre 2012).
Si vous disposez d'ouvrages ou d'articles de référence ou si vous connaissez des sites web de qualité traitant du thème abordé ici, merci de compléter l'article en donnant les références utiles à sa vérifiabilité et en les liant à la section « Notes et références ».
Pour les articles homonymes, voir Galás.
Diamanda Galás, née le 29 août 1955 à San Diego (Californie), est une artiste d'avant-garde américaine, musicienne, poète et chanteuse.

## Biographie
Son père, musicien, est un Grec pontique d'Anatolie, contraint à s'exiler de Turquie vers les États-Unis. Elle étudie la biochimie à l'université du Sud de la Californie (Los Angeles), tout en suivant un cursus de chant lyrique et de musique (piano) jazz. Elle poursuit ensuite ses études en Europe.
Elle débute sur scène en 1979 au Festival d'Avignon, dans un opéra du compositeur Vinko Globokar, Un jour comme un autre. Elle publie en 1985 une trilogie intitulée The Masque of the Red Death, offertoire en mémoire des victimes du Sida. En 1991 avec l'album Plague Mass enregistré dans une église new-yorkaise, elle se livre à une attaque virulente contre l'attitude de l'Église catholique face au Sida. Galás poursuivra ses combats avec Vena Cava (1992), œuvre pour voix et électronique, qui aborde les thèmes de la folie et de la dépression clinique. Elle publie Schrei 27 (1996) qui revient au thème de la torture et de l’isolement, puis un opéra intitulé Nekropolis. En 2011, elle collabore avec l'artiste italo-russe, dissident de l'ère soviétique, Vladislav Shabalin, pour l'installation sonore Aquarium, inspirée par la catastrophe écologique du Golfe du Mexique.

## Parcours artistique
Diamanda Galás chante, avec une voix d'une amplitude de trois octaves et demi, joue du piano, compose et écrit. Son travail a porté sur le sida dans les années 1980 et 1990, elle travaille depuis sur la question des génocides, mettant en musique et interprétant des textes de Paul Celan, Pier Paolo Pasolini, Gérard de Nerval, Henri Michaux, etc. Le deuil, la souffrance, le désespoir, l'humiliation, l'injustice sont des thèmes récurrents de ses compositions, qu'elle chante, ou hurle d'une manière qui évoque parfois la glossolalie.
Son apparence, ses performances scéniques, volontiers provocatrices, alliés à ses engagements qui font d'elle une véritable activiste lui ont valu le surnom de « diva des dépossédés », lui donnant parfois un statut d'icône gothique.
En 1991, avec l'enregistrement de l'album Plague Mass dans une église new-yorkaise, elle s'est livrée à une attaque virulente contre l'attitude de l'Église catholique à l'égard de l'épidémie de sida.
En 1994, elle a enregistré un disque en collaboration avec John Paul Jones, bassiste de Led Zeppelin, qui est son album le plus proche de la musique rock à ce jour. Galás est une artiste de scène, qui se produit beaucoup aux États-Unis et en Europe, avec des spectacles qui tiennent davantage de la performance que du concert proprement dit.
Elle a collaboré avec de nombreux artistes d'avant-garde comme Philip Glass, Terry Riley, John Zorn, Iannis Xenakis et Vinko Globokar, ainsi qu'à la bande originale du film Dracula de Francis Ford Coppola, et du film Tueurs nés d'Oliver Stone. Elle participa aussi en 2000 à l'album Liquid de Recoil, projet solo de Alan Wilder (ex Depeche Mode), notamment pour le chant sur le titre Strange Hours. En 2011 elle a collaboré avec l'artiste russe-italien, dissident de l'ère soviétique, Vladislav Shabalin pour l'installation sonore Aquarium, inspirée par la catastrophe écologique du Golfe du Mexique et  exposée à la Leonhardskirche de Bâle (Suisse) du 12 au 19 juin.
En 2013, Diamanda Galás et Vladislav Shabalin présentent l'installation sonore Aquarium du 9 au 12 mai dans l’église San Francesco à Udine en Italie, au festival Vicino/Lontano.
Elle débutera en musique comme pianiste, car son père avait décrété que « seuls les idiots et les prostituées s’adonnent à la chanson ». Malgré ces avis tranchés, c’est ce même père, professeur de mythologie grecque et tromboniste de jazz, qui l’initiera à la musique, au jazz tout d’abord mais aussi à la musique traditionnelle arabe et grecque. Ce n’est que plus tard qu’elle viendra au chant et à la voix, tout d’abord dans une vocation thérapeutique (elle chantera quelque temps dans les cliniques et les asiles psychiatriques) avant d’en faire son instrument principal.
Elle débutera sur scène en 1979 au Festival d'Avignon, dans un opéra du compositeur Vinko Globokar, Un Jour comme un autre, basé sur le rapport d’Amnesty International sur un cas de torture en Turquie. Elle poursuivra un même engagement dans son œuvre personnelle avec plusieurs pièces en hommage aux victimes de toutes formes d’oppression, les Litanies of Satan, adaptées d’un poème de Charles Baudelaire et dédiées à tous ceux qui souffrent d’isolement et d’aliénation sociale par la faute du gouvernement, Tragouthia apo to Aima Exoun Fonos (Cantique pour le sang des prisonniers assassinés), dédié aux victimes de la junte militaire grecque, Insekta dédié aux gens qui souffrent dans des institutions psychiatriques, etc. Mais c’est d’ailleurs que viendra sa vocation, son « appel », lorsque son frère Philip Dimitri Galás (1954-1986) sera déclaré séropositif en 1983. Elle se lancera alors dans une croisade en faveur de la communauté homosexuelle, non seulement à cause de ce frère dont elle était si proche et qui partageait ses goûts musicaux et littéraires, mais en tant que minorité rejetée, opprimée et littéralement en danger de mort.
Elle publiera alors une trilogie intitulée The Masque of the Red Death, véritable offertoire en mémoire des victimes du Sida et en soutien aux « survivants ». Diamanda Galás se positionnera violemment contre la droite religieuse des États-Unis qui voit dans l’épidémie une rétribution divine et détournera l’imagerie et les textes religieux à son profit. Outre les allusions à Edgar Allan Poe (dans le titre notamment), elle utilisera plusieurs textes bibliques, contrastant la compassion des psaumes et des Lamentations à la cruauté des textes mosaïques ou du Lévitique, cités par la majorité morale autoproclamée comme condamnation définitive de l’homosexualité. Ces textes sont tout à la fois récités, chantés, criés, dans une construction programmatique inspirée des grands offices religieux.
Les trois disques de cette trilogie : The Divine Punishment (1985), Saint Of The Pit (1986) et You Must Be Certain Of The Devil (1988) seront plus tard rassemblés dans un concert intitulé Plague Mass, dont la première aura lieu le 12 octobre 1990 en la cathédrale St. John-the-Divine, à New York. Cette trilogie et les concerts qui l’accompagneront amorceront les accusations d’immoralité, de blasphème, voire de satanisme qui poursuivront Galás pendant une grande partie de sa carrière. Outre son combat en faveur de la communauté homosexuelle, ses détournements de textes religieux ou son usage de la figure du Christ comme symbole de la rébellion contre l’ordre établi, ses détracteurs focaliseront sur des pièces comme Sono L'Antichristo dans laquelle Galás entonne : « Je suis le Fléau. Je suis l'Imbécile Sacré. Je suis la merde de Dieu. Je suis le Signe. Je suis la Peste. Je suis l'Antéchrist ».
À cette époque Galás avait amélioré la maîtrise de sa voix, passant du langage au cri en quelques secondes, atteignant une tessiture de trois octaves et demie, démultipliant sa voix via l’électronique (utilisant plusieurs microphones, des effets de delays, etc.), expérimentant de nouvelles techniques vocales ou de nouveaux effets. Puisant son inspiration autant dans les « Schrei-opéra » de l’expressionnisme allemand que dans des références aux chœurs grecs antiques, aux « poètes maudits », Baudelaire, Tristan Corbière, Gérard de Nerval, etc., mais aussi dans la tradition américaine du blues (John Lee Hooker, Screamin' Jay Hawkins, Willie Dixon), de la country (Hank Williams), et du jazz (Ornette Coleman), Galás a réinventé les personnages de la Furie, de la Harpie. Comme elles, elle se positionne comme témoin et juge, réclamant vengeance des crimes commis par l’humanité contre elle-même. Les Furies, dans la tradition latine, ou Erinyes dans la tradition grecque, personnifient la malédiction lancée contre les auteurs de crimes horribles qu’elles poursuivent durant toute leur vie. Justes mais sans merci, aucune prière ni sacrifice ne peut les émouvoir ni les empêcher d'accomplir leur tâche. À l'origine, les êtres humains ne peuvent ni ne doivent punir les crimes horribles. C’est donc aux Furies qu’il revient de poursuivre le meurtrier de l'homme assassiné et d'en tirer vengeance. Elle voit son rôle d’artiste en partie comme une catharsis personnelle, mais surtout comme un cérémonial sacrificiel, dirigé vers le public. Celui-ci est pris à partie des violences et des crimes qui sont commis, non à son insu, mais au contraire devant ses yeux et qu’il refuse souvent de prendre en considération. « Mes ennemis », déclare-t-elle, «« sont les gens qui choisissent de rester ignorants, car ils sont poltrons et aiment courir en bandes »[réf. nécessaire].
Galás poursuivra ses combats avec Vena Cava (1992), œuvre pour voix et électronique, traitant de la folie et de la dépression clinique qui accompagnent certains cas de Sida, Schrei 27 (1996) qui revient au thème de la torture et de l’isolement, ainsi qu’avec un opéra intitulé Nekropolis.
Elle travaille ensuite sur un cycle intitulé Defixiones, Will and Testament, qui a été présenté dans plusieurs versions/étapes depuis une première, le 11 septembre 1999, à Gand, suivi par des performances à la Kitchen de New York et des productions officielles pour le Barbican de Londres, les Opéras d’Athènes, de Sydney, les festivals de Perth, Mexico, Dresde, etc. Ce cycle traite du génocide en général, mais surtout des génocides commis entre 1914 et 1923 par les Ottomans sur les Arméniens, les Assyriens et les Grecs d’Anatolie. Ces génocides, et la position négationniste de la Turquie à ce propos, sont le point de départ d’une méditation furieuse sur les crimes contre l’humanité, ainsi que sur l’hypocrisie et l’indifférence coupable de l’opinion publique et des pouvoirs politiques des grandes puissances sur les injustices commises à ses portes. Galás évoque ces massacres à travers des textes d’écrivains comme Henri Michaux, Paul Celan, Pier Paolo Pasolini, Adonis ou le Dr Freidoun Bet-Oraham, mais aussi au travers des « Defixiones ». Ces « Defixiones » sont des formules rituelles, mi-avertissements, mi-malédictions, qu’on trouve traditionnellement en Grèce et en Asie Mineure sur les tombes. Elles menacent d’une vengeance terrible toute personne profanant ou déplaçant les sépultures. Le symbole est d’autant plus fort dans le cas de populations assassinées, déplacées de force, mortes sur le chemin de l’exil, et dont les survivants sont coupés de leurs racines.
Elle ajoute aujourd’hui[Quand ?] à son répertoire un intérêt pour les musiques traditionnelles et populaires d’Asie Mineure, du rebetiko grec et arménien aux Amanedhes (lamentations improvisées des années 1920 et 1930), qu’elle incorpore à ses « tours de chant ». Ces concerts, dont le programme combine ses propres compositions à des emprunts à diverses traditions musicales ou littéraires, sont des coupes transversales dans un répertoire généralement sombre, qu’elle interprète seule au piano, et qui couvre les thèmes de l’exil (Songs of Exile), de l’amour assassin (Guilty, Guilty, Guilty), de la tragédie (Chansons Malheureuses).

## Discographie/Bibliographie

### Albums
- 1979 : If Looks Could Kill (avec Jim French et Henry Kaiser) LP Metalanguage
- 1982 : The Litanies of Satan LP Y Records
- 1982 : Diamanda Galás (enregistré en public KOPN-FM en octobre 1981) cassette Ionizations/Audio Textures
- 1984 : Diamanda Galás LP Metalanguage
- 1986 : The Divine Punishment LP Mute Records
- 1986 : Saint of the Pit LP Mute Records
- 1988 : You Must Be Certain of the Devil LP/CD Mute Records
- 1991 : Plague Mass (1984 - End of the Epidemic) (enregistré en public) 2LP/2CD Mute Records
- 1992 : The Singer LP/CD Mute Records
- 1993 :  Vena Cava LP/CD Mute Records
- 1994 : The Sporting Life (avec John Paul Jones  et Pete Thomas) LP/CD Mute Records
- 1996 : Schrei X (1996) LP/CD Mute Records
- 1998 : Malediction and Prayer (enregistré en public) 2LP/2CD Mute Records
- 2003 : La Serpenta Canta  (enregistré en public) 2CD Mute Records
- 2003 : Defixiones, Will and Testament (enregistré en public) 2CD+livre Mute Records
- 2008 : Guilty Guilty Guilty (enregistré en public) CD Mute Records
- 2017 : All the Way (enregistré en public à Paris, Copenhague et East Sussex et en studio à San Diego, reprend des standards traditionnels, blues et jazz remaniés radicalement) LP/CD Intravenal Sound Operations
- 2017 : At Saint Thomas the Apostle Harlem (enregistré en public à l'église éponyme à New York lors du Red Bull Music Academy Festival 2016) 2LP/CD Intravenal Sound Operations
- 2020 : De-formation - Piano Variations: Das Fieberspital (The Fever Hospital) LP/CD Intravenal Sound Operations
- 2022 : Broken Gargoyles LP/CD Intravenal Sound Operations
- 2024 : In Concert (Enregistrement Live 2017 au Thalia Hall de Chicago et au Neptune Theatre de Seattle) LP/CD Intravenal Sound Operations

### Rééditions
- The Divine Punishment & Saint of the Pit (1988) CD Mute Records
- Masque of the Red Death (The Divine Punishment, Saint of the Pit & You Must Be Certain of the Devil) (1988) 2CD Mute Records

### Singles
- Double-Barrel Prayer (1988) Mute Records
- Do You Take This Man? (avec John Paul Jones) (1994) Mute Records
- A Soul That's Been Abused (2009) Intravenal Sound Operations
- Gloomy Sunday	(2009) Intravenal Sound Operations
- Pardon Me, I've Got Someone To Kill (2009) Intravenal Sound Operations
- You Don't Know What Love Is (2009) Intravenal Sound Operations
- O Death (2009) Intravenal Sound Operations
- I Put A Spell On You avec Digitalism (2009) Intravenal Sound Operations
- The Black Cat (2010) Intravenal Sound Operations
- Tengo que Subir al Puerto (Canto de las Montañas) (2010) Intravenal Sound Operations
- Fernand (2010) Intravenal Sound Operations
- All The Way (2010) Intravenal Sound Operations
- Orders From The Dead avec Rotting Christ (2010) Auto-produit
- Άνοιξε Πέτρα (Anoixe Petra) (2011) Intravenal Sound Operations
- Birds Of Death (2011)	Intravenal Sound Operations
- La Sierra de Armenia (2011) Intravenal Sound Operations
- Clash Of The Titans avec Choronzon (2011) Hypnagothique
- Die Stunde Kommt (Live At The Murmrr Theater Brooklyn 2017) (2021) Auto-produit

### Vidéos
- The Litanies of Satan (1986) Intravenal Sound Operations
- Judgement Day (1993) Mute Film

### Livres
- The shit of God. New York : Serpent’s Tail, 1996. 185242432X
- "Morphine & Others" dans le recueil Outside: An Anthology. 2017